# 1910 în film
- 1909 în cinematografie — 1910 în cinematografie — 1911 în cinematografie

## Evenimente
- un film scurt românesc cu Victor Eftimiu și Aristizza Romanescu, regizor? , film pierdut

## Filme realizate în 1910
- 1812
- Abraham Lincoln's Clemency
- Alice's Adventures in Wonderland
- Afgrunden
- Der Alpenjager
- Am Abend
- Bebe
- The Blue Bird
- A Christmas Carol
- A Day in the Life of a Coal Miner
- Frankenstein
- The House with Closed Shutters
- Den Hvide Slavehandel
- In Old California
- In the Border States
- A Lad from Old Ireland
- Roosevelt in Africa
- Thunderbolt
- The Unchanging Sea
- What the Daisy Said
- The Wonderful Wizard of Oz